# 志村立美

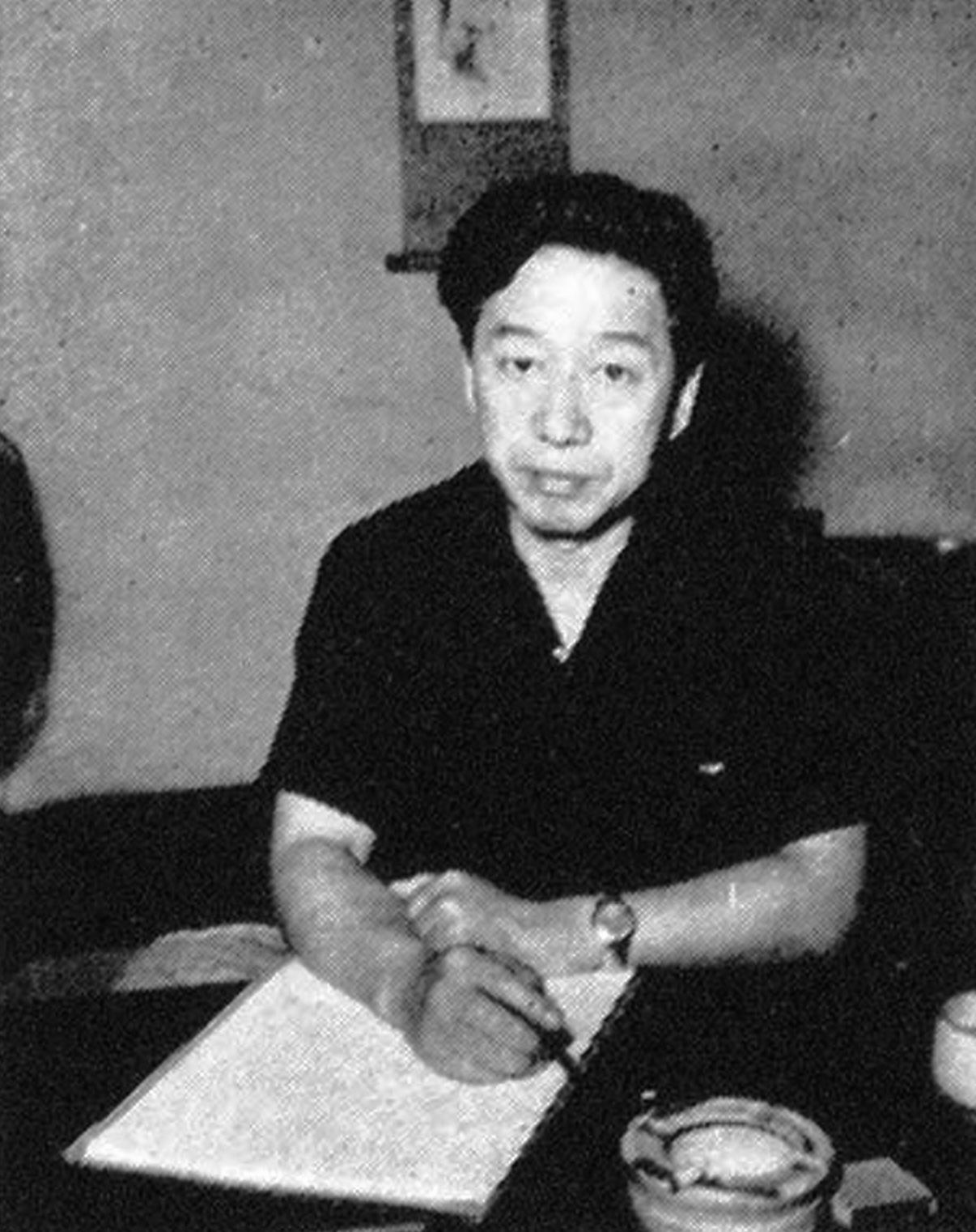
志村立美

志村 立美（しむら たつみ、1907年2月17日 - 1980年5月4日）は、日本画家、挿絵画家、美人画家。群馬県高崎市生まれ。本名 仙太郎。

## 来歴
群馬県高崎市新町甲百番地の有馬屋質店の長男として生まれ、その後横浜市中区へ移住する。
神奈川県立神奈川工業高等学校図案科を中退して、1924年（大正13年）山川秀峰に入門美人画を修める。
当時、山川秀峰は鏑木清方同門であった伊東深水と共に、挿絵での活動もしていた。岩田専太郎、志村立美と小林秀恒は、挿絵界の「三羽烏」。
山川秀峰の推薦を受け、立美も挿絵での活動を行うようになる。また、金田信武の株式会社金田商店から、新版画と呼ばれている木版画も描いている。

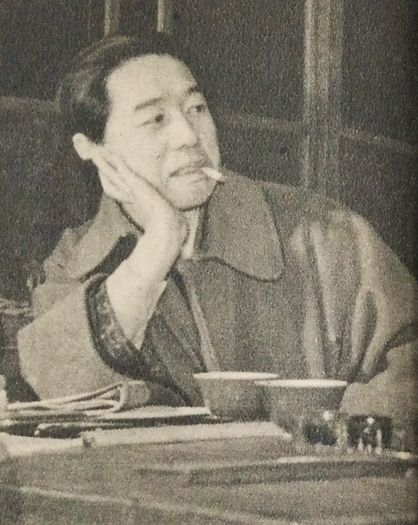
1948年（昭和23年）

肉筆画も鏑木清方主宰の郷土会、師である山川秀峰、伊東深水らの主宰する青衿会等へ出品をする。
その後主婦の友・婦女界などの雑誌口絵などでその名を知られるようになり、林不忘原作の丹下左膳の挿絵などで岩田専太郎と並ぶ人気画家となる。

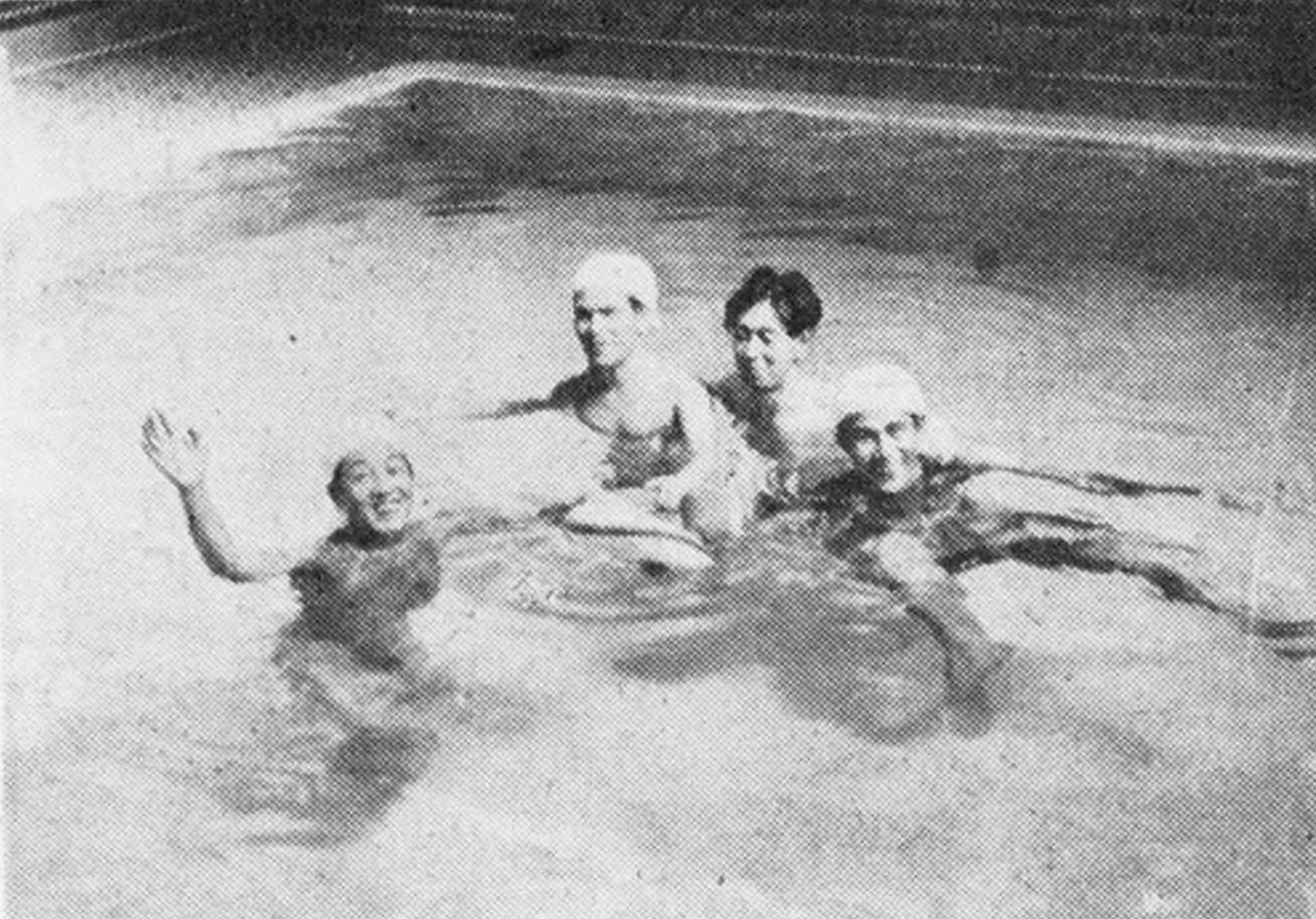
湯河原温泉にて、左から志村立美、富永謙太郎、岩田専太郎、小林秀恒。（1956年（昭和31年））

当時の大衆娯楽としての挿絵の重鎮として活動をしていくが、晩年、挿絵での活動を休止し、本来の立美の原点である日本画、美人画への回帰をしていく。
出版美術家連盟会長などをつとめ、1976年（昭和51年）作品集『美人百態』で日本作家クラブ賞を受賞する。
1980年（昭和55年）5月4日、東京都新宿区の病院で亡くなった。73歳。

## 作品
- 「現代女性十二態　夏たけて」　木版　東京国立近代美術館所蔵
- 「現代女性十二態　追羽根」　木版　東京国立近代美術館所蔵
- 「現代女性十二態　花吹雪」　木版　東京国立近代美術館所蔵